# Werner Pittschau
Werner Pittschau (né le 24 mars 1902 à Berlin, mort le 28 octobre 1928 à Berlin) est un acteur allemand.

## Biographie
Il est le fils des acteurs de théâtre Ernst Pittschau et Hilda Pittschau-Hofer née Schützenhofer. Il souhaite d'abord faire une carrière d'officier dans l'armée en intégrant l'école des cadets à Vienne. Après la Première Guerre mondiale, il fait une formation commerciale.
Werner Pittschau commence sa carrière après une courte formation d'acteur en 1919 au Deutschen Landestheater à Prague. Il joue ensuite sur les scènes tchèques, allemandes et autrichiennes. Erika Glässner (de) et Hans Junkermann le lancent dans le cinéma en 1925.
Sa carrière prometteuse prend fin brusquement par un accident de voiture mortel en octobre 1928.
Son demi-frère Ernst Pittschau (de) est aussi un acteur célèbre.

## Filmographie
| - 1925 : Die Anne-Liese von Dessau - 1925 : Die eiserne Braut - 1925 : Volk in Not - 1925 : Hanseaten - 1926 : Le Héros de la compagnie - 1926 : Der krasse Fuchs - 1926 : Le Dernier Fiacre de Berlin (Die letzte Droschke von Berlin) de Carl Boese - 1926 : Die Wiskottens - 1926 : Die elf Schillschen Offiziere - 1926 : Wien, wie es weint und lacht - 1926 : Der Balletterzherzog / Das K. und K. Ballettmädel - 1926 : Ein Mordsmädel - 1926 : La Grande parade de la flotte | - 1927 : Erinnerungen einer Nonne - 1927 : La Tragédie de la rue - 1927 : Ehekonflikte - 1927 : Sacco und Vanzetti / Am Tode vorbei - 1927 : Die Geliebte des Gouverneurs - 1928 : Tragödie im Zirkus Royal - 1928 : Kaiserjäger - 1928 : Die beiden Seehunde - 1928 : Der erste Kuß - 1928 : Die weiße Sonate / Das Geheimnis der Villa Saxenburg - 1929 : Roman einer Klosterschülerin (Mária növér) - 1929 : Straßenbekanntschaften - 1929 : Erzherzog Johann / Herzog Hansl |